# Regiones de Turquía

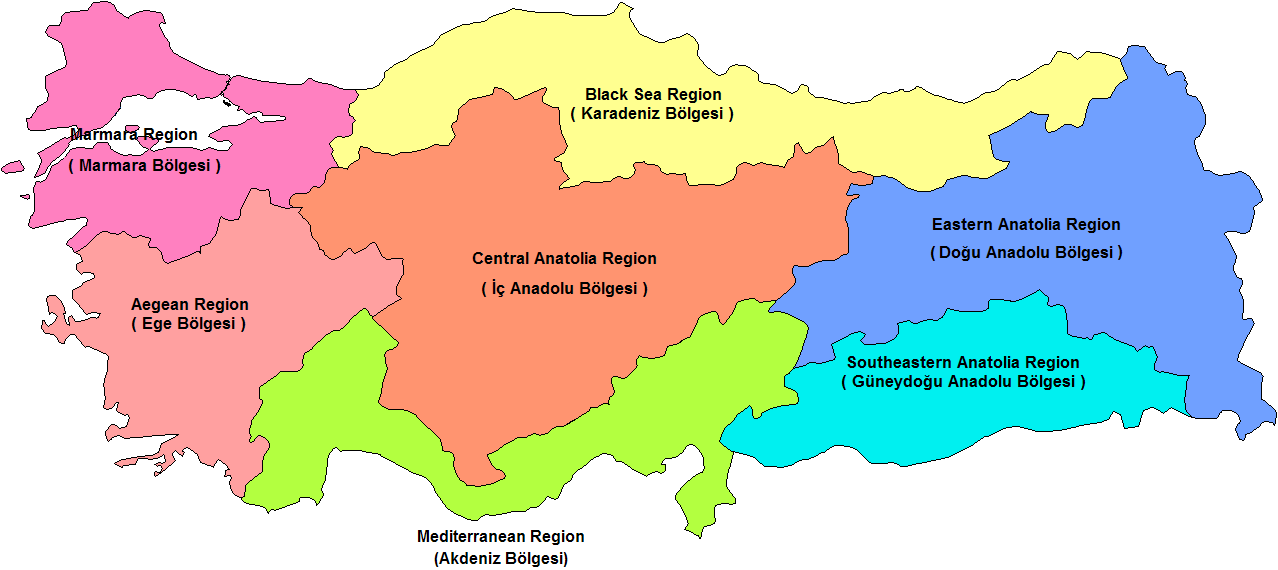
Mapa de Turquía con la división regional.

Las regiones de Turquía (en turco, bölge) son siete. Su finalidad no es administrativa, simplemente se consideran con fines estadísticos.

## Regiones
- Anatolia Central
- Anatolia Oriental
- Anatolia Suroriental
- Egeo
- Mar Negro
- Mármara
- Mediterráneo